# キリモドキ属
キリモドキ属（キリモドキぞく、桐擬き属、学名：Jacaranda）は、ノウゼンカズラ科に属する中南米原産の低木または高木からなる属である。ジャカランダ属とも呼ばれる。
ジャカランダ（jacaranda、和名は「紫雲木」）と総称されるが、うち1種（キリモドキ、Jacaranda mimosifolia）の別名でもある。また、マメ科のブラジリアン・ローズウッドを「ジャカランダ」と呼ぶ者もいる。英語ではタルコ（tarco）とも呼ぶ。

## 特徴
高さは2メートルから30メートルほど。葉は多くが2回羽状複葉で、見かけはアカシアやネムノキに似る（これはブラジリアン・ローズウッドも同様）。ただし1回羽状複葉または単葉の種もある。花は円錐花序につく。花冠は5裂し色は青または青紫色、一部に白い種類もある。雄蕊のほかに長い仮雄蕊を持つ。果実は偏平で卵形または長円形の蒴果で、多数の種子を含む。原産地では桜のように葉が出る前に花が咲くが、栽培環境によっては葉が出た後に花が咲くこともある。

## 種
49種ほどからなり、Jacaranda（中米、カリブ海、南米西部原産）とDilobos（ブラジル原産）の2つの節に分類される。
- Jacaranda mimosifolia キリモドキ
晩春に咲く花が非常に華やかなので、世界の熱帯・亜熱帯で広く栽培される。シドニー、プレトリア、リスボン、パキスタン、カリブ海域諸国の道路沿いには、街路樹として植えられている[5]。

## 画像

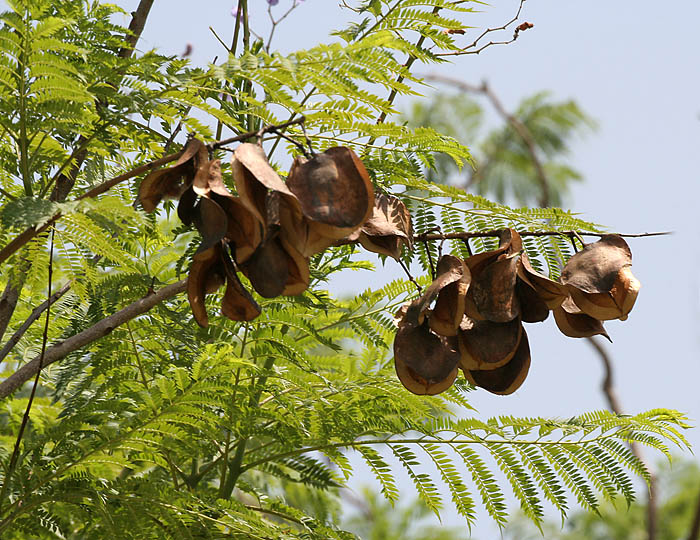
キリモドキの果実
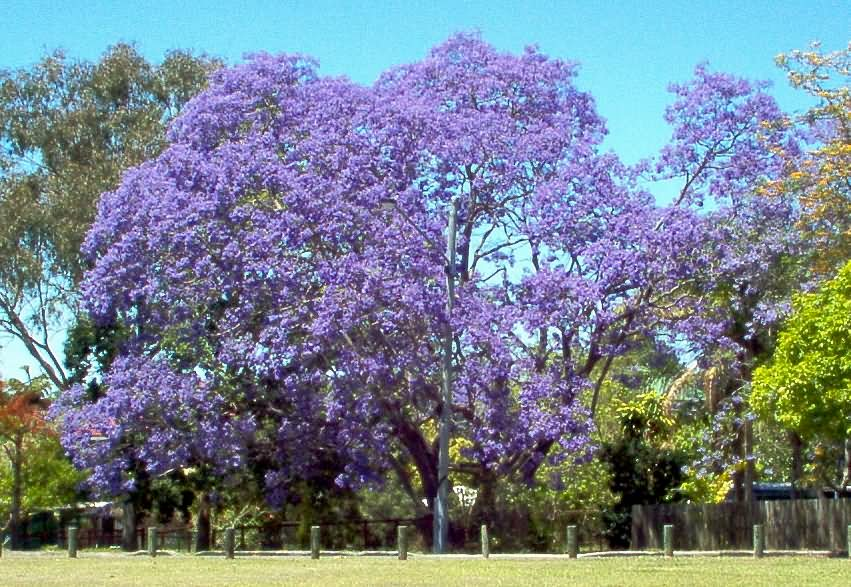
満開時の遠景
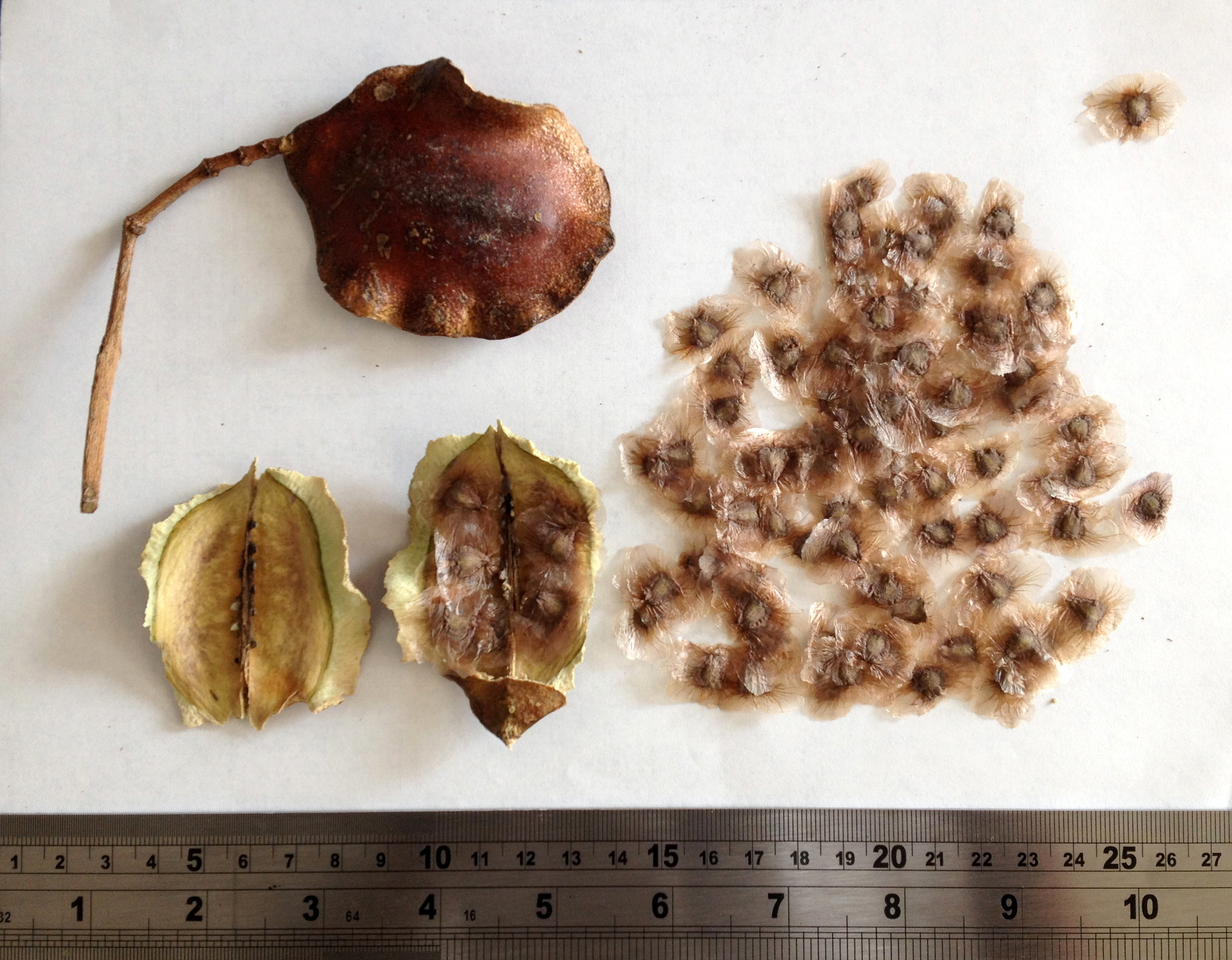
種子
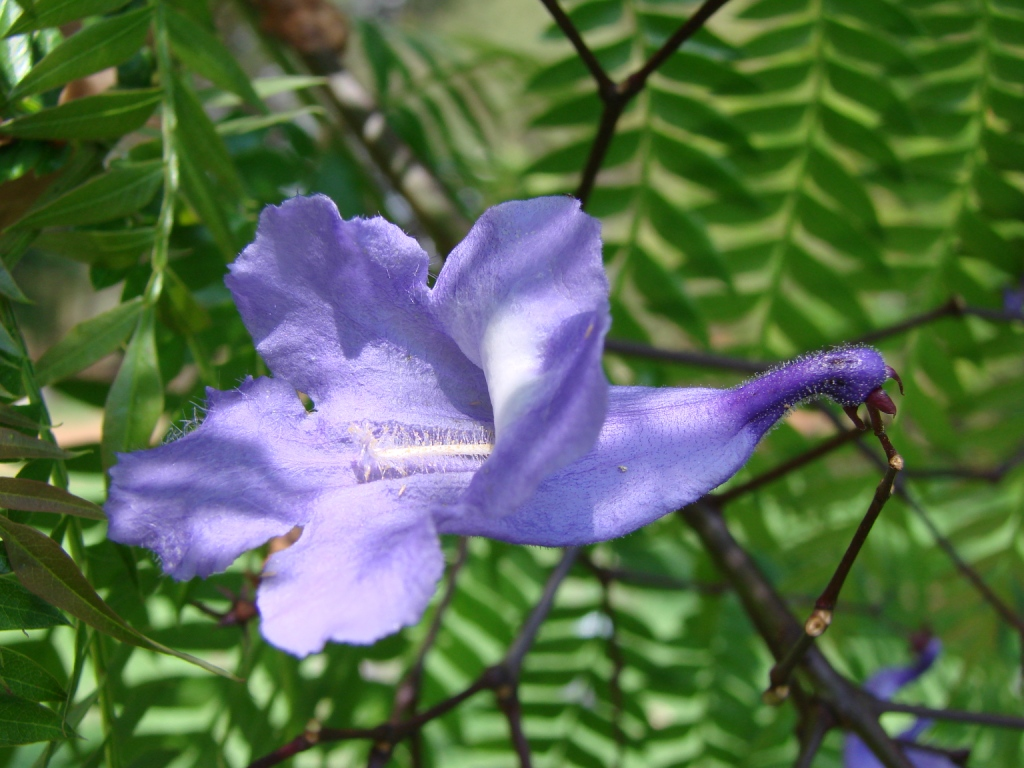
花

## 日本でのジャカランダ
日本では「シウンボク」と呼ばれ、カエンボク・ホウオウボクと共に「世界の三大花木」と称されることもある。日本ではあまり見かけないが徐々に移入されていて、次の4カ所が比較的に知られている。
- 神奈川歯科大学のジャカランダ（神奈川県横須賀市）：5月下旬～6月に開花。横須賀市景観重要樹木に指定されている[7][8]。
- ジャカランダ遊歩道（静岡県熱海市東海岸町～渚町）：5月下旬～6月に開花。
- ジャカランダ通り（長崎県雲仙市小浜町）：6月初旬～6月下旬に開花。
- ジャカランダの森（宮崎県日南市南郷町）：5月下旬～6月下旬に開花。

日本への本格的な初導入は琉球政府当時の沖縄で、1964年（昭和39年）に天野鉄夫がボリビアの「オキナワ移住地」から種子を持ち帰って育てることに成功し、満開になったときの情景が紫雲が空にたなびいているように見えることから「紫雲木」と名付けた、という記録がある。

## 世界でのジャカランダ

### メキシコシティのジャカランダ

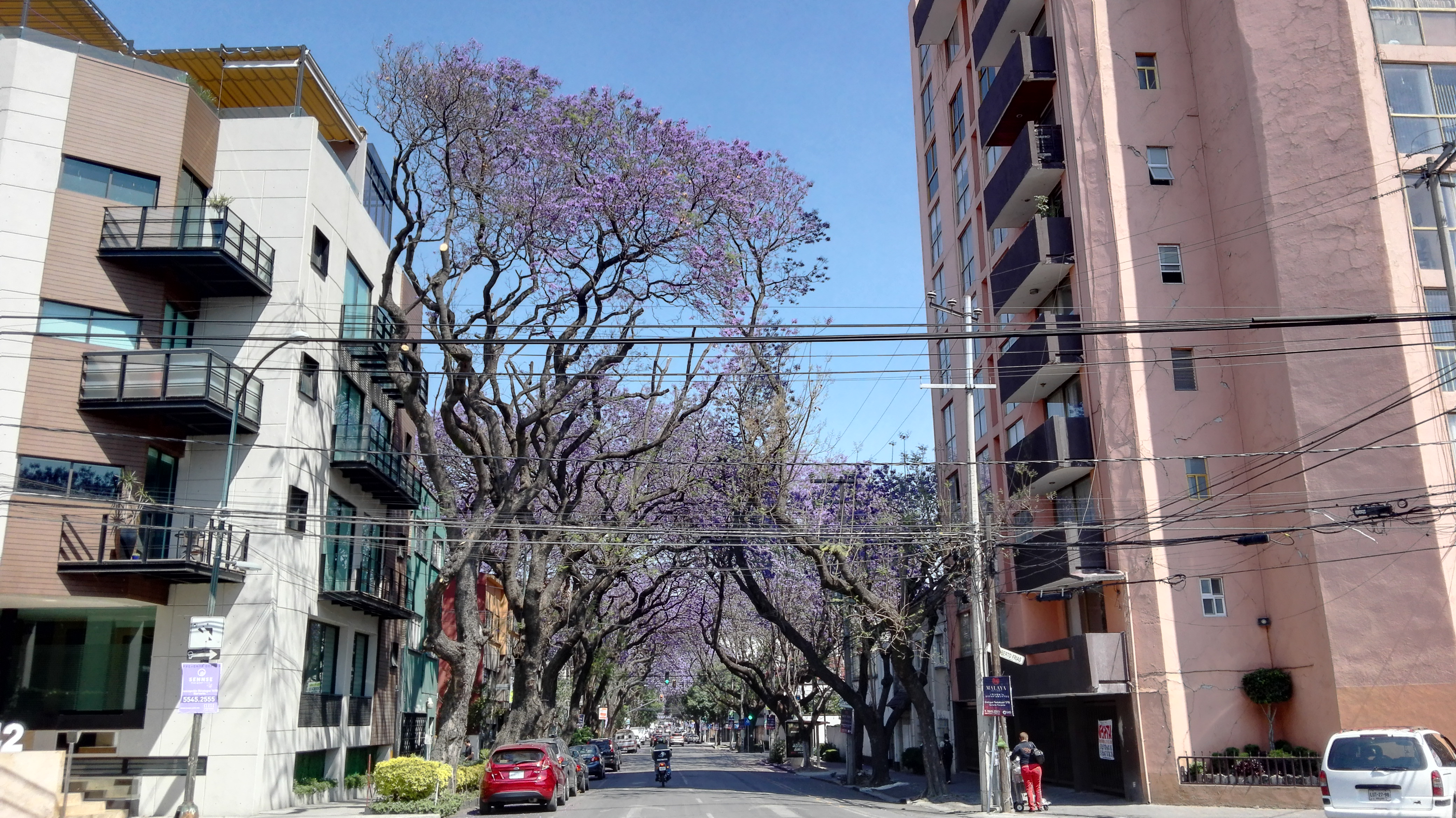
メキシコシティのハカランダ

メキシコシティでよく見られるジャカランダ（ハカランダ）は、メキシコ革命後に日本人移民の庭師・松本辰五郎・三四郎親子が、雨が少なくてもよく成長し花の期間が長いことから主要道路の街路樹としてアルバロ・オブレゴン大統領に植栽を勧めたのがきっかけである。日系人の間ではメキシコ桜とも呼ばれ、今でも春の花として市民に親しまれている。松本はカルフォルニアのジャパニーズ・ティー・ガーデンなどを手掛けた庭師で、メキシコの鉱山王に招かれて当地に渡り、富裕層宅の庭園作りで名をあげた。

### 南アフリカのジャカランダ

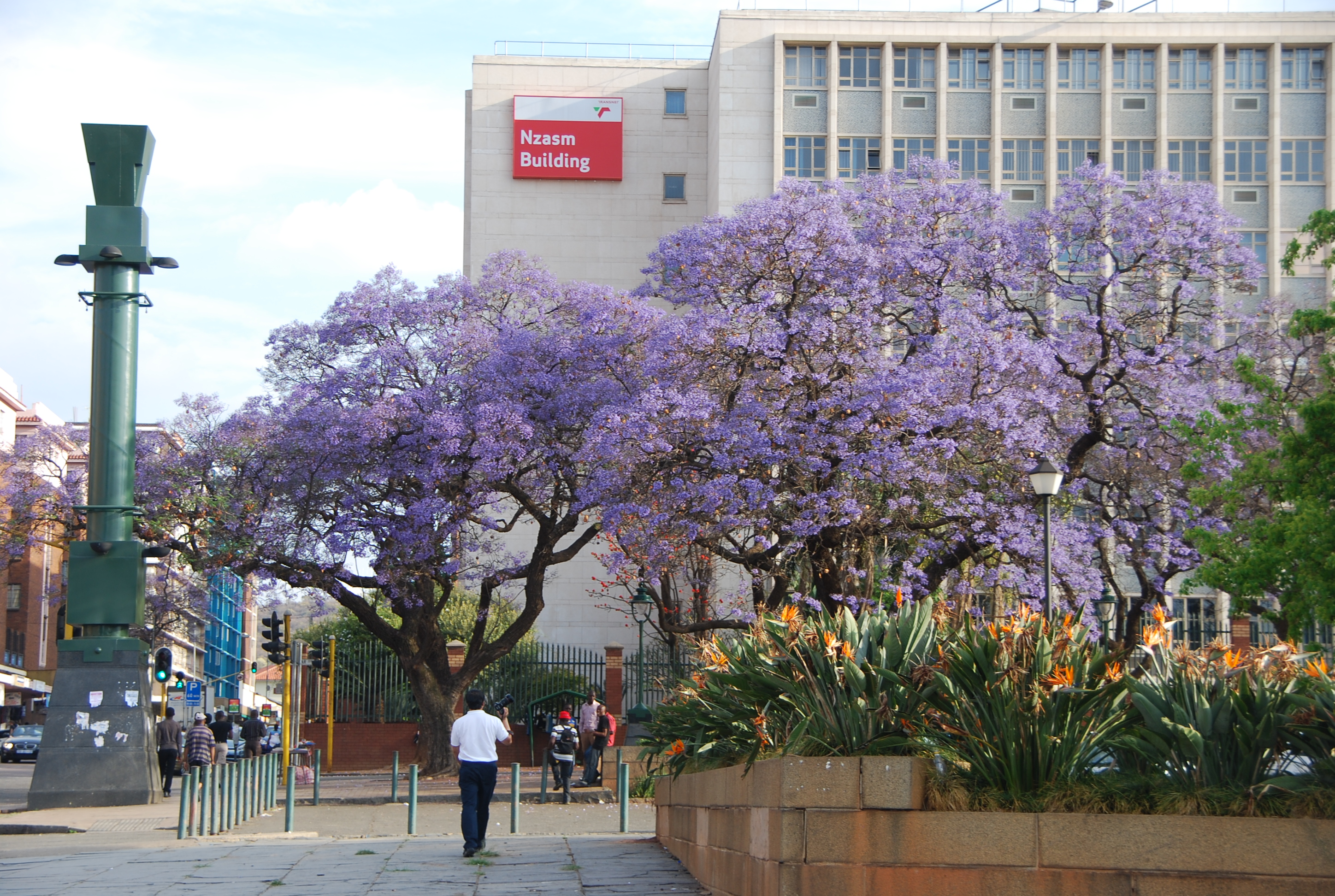
南アフリカのプレトリア市役所前広場のジャカランダ。

南アフリカ、特にその行政府があるプレトリアの街路や広場には多くのジャカランダが植えられており、この町は「ジャカランダの街（Jacaranda City）」と呼ばれている。

### オーストラリアのジャカランダ
オーストラリアでは、南アフリカと同じくジャカランダが街路樹として広く植えられており、特にクイーンズランド州の州都ブリスベンで1864年から植えられてきたと言われる。ブリスベン近郊で毎年9月末から11月まで開花し、ジャカランダのパープルレインの花見ができるスポットがたくさん点在している。ニューサウスウェールズ州北部に位置するグラフトンでは毎年10月の半ばから1か月ほどジャカランダ祭りが開催され、街中に見栄えの良い満開のジャカランダ並木が至る所にある。シドニー周辺にも同時期にジャカランダの並木が観賞できる。

## ジャカランダを題材とした作品
- ジャカランダ - しりあがり寿の漫画。ある時突然生えてきたジャカランダの巨木によって東京が壊滅していくさまを描いた物語。
- ジャカランダの丘 - レーズン（さだまさし・吉田政美）の楽曲。アルバム『あの頃について -シーズン・オブ・レーズン-』に収録。
- Jacaranda -ジャカランダ- - 世良公則の楽曲。アルバム『JACARANDA』に収録。
- 紫の桜 - 中島みゆきの楽曲。アルバム『おとぎばなし-Fairy Ring-』に収録。ハワイ島を舞台にした「夜会VOL.10「海嘯」」で同曲を歌う場面では、ジャカランダの花に見立てた薄紫色の紙吹雪を降り積もらせている。
- Jacarandosa - ロス・バロン・デ・アポダカ（英語版）の楽曲。ロス・パンチョスなどもカバーしている。妻のマリアが苦しそうな顔をしていたので病院へ連れて行ったら、ジャカランダの花が咲く今の季節に踊っていなかったためだったという診断が出た模様をユーモラスに歌い上げる。